# 安東尼·塔皮埃斯
安东尼·塔皮埃斯（1923年12月13日—2012年2月6日），或譯達比艾斯，塔皮埃斯侯爵，加泰罗尼亚画家、雕塑家、艺术理论家。他是世界级非形式主义代表，被认为是二十世纪最杰出的歐洲艺术家之一。他的作品主要收藏于巴塞罗那安东妮·塔皮埃斯基金会，并在其中设有研究中心。

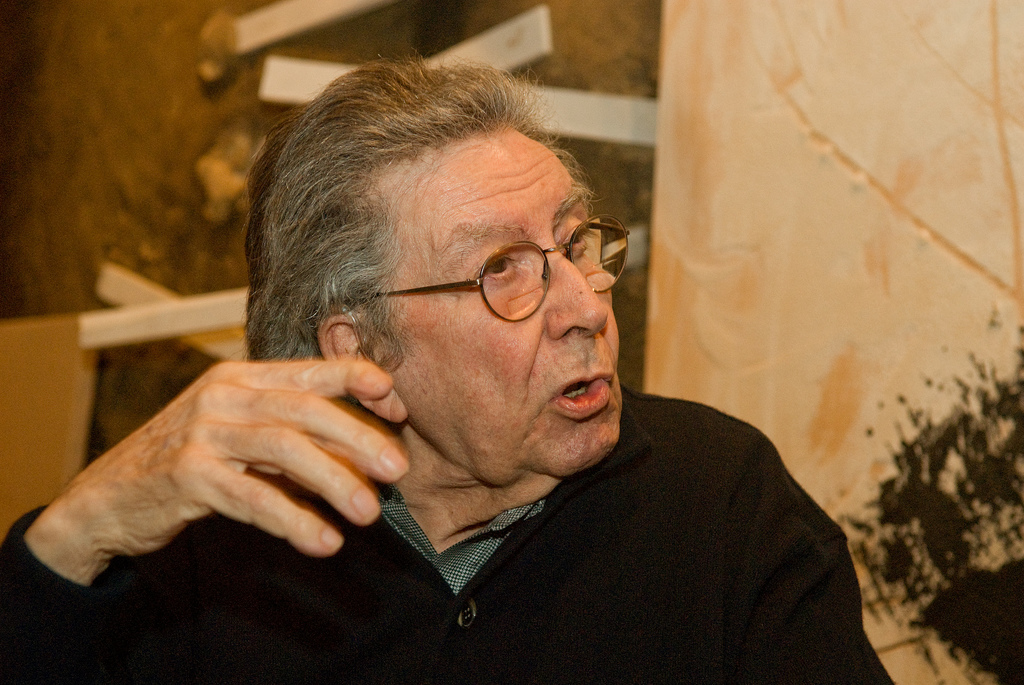
安東尼·達比艾斯

塔皮埃斯自学成才并且在二十世纪先锋艺术里创造了独一无二的艺术风格，他并没有摒弃传统，却又勇于创新抽象艺术，结合符号象征主义，赋予作品中材料大量含义。值得一提的是作品中的精神意义，通过材料传达了艺术家的所思所想，升华为对人性的深入分析。
他的作品得到了国内及世界艺术界的高度肯定，在几乎所有世界最权威的博物馆展出或收藏。在塔皮埃斯的职业生涯中，收获了无数荣誉和奖项，其中包括沃尔夫艺术奖（1981）、加泰罗尼亚自治区金质奖章（1983）、阿斯图里亚王子艺术奖（1990）、联合国教科文组织颁发的毕加索奖章（1993）及委拉兹凯斯造型艺术奖（2003）。为表彰他卓越的艺术成就，2010年4月9日西班牙国王胡安·卡洛斯向他授予了侯爵称号。

## 生平
塔皮埃思出生于巴塞罗那一个中产阶级家庭，他的父亲是一名律师、民族主義者，母亲是加泰罗尼亚一位政治家的女儿。母亲家庭与政治的密切联系和父亲的职业关系为塔皮埃斯提供了自由的家庭氛围。在父亲反教权主义与母亲虔诚的天主教信仰的双重影响下，他开始寻找一种新的精神境界，也就是后来为他艺术创作带来很大影响的东方宗教、哲学思想，特别是佛教的禅宗。
根据艺术家叙述，他对于艺术的渴望起源于1934年杂志《如此遥远》的圣诞特刊，其中全面概述了国际现代艺术的情况。18岁时塔皮埃斯终于摆脱了肺结核的折磨，艺术家病中对生命意义的体悟成为这期间创作的主要主题。在养病期间，他将大部分时间投入到绘画创作之中并在作品中大量运用暗喻、影射的手法。在普易德·奥莱纳（1942-1943）的这段日子里，塔皮埃斯着迷于瓦格纳的音乐，大量阅读易普生、尼采和托马斯·曼的著作，还经常描摹艺术大师梵高和毕加索的作品。 
1943年他进入巴塞罗那大学法学系学习，经过几年兼顾学业与爱好的大学生活后，1946年这位艺术家决定放弃大学课程，一心投入到绘画创作之中。 他可以说是自学成材，只在美术学院学习过很短的一段时间。 De formación autodidacta, tan sólo estudió brevemente en la Academia de Nolasc Valls.
塔皮埃斯早期的作品带有明显的超现实主义风格痕迹，巴黎生活期间他的作品风格开始向非形式主义过渡，将绳子、纸、大理石灰等回收或废弃的材料加入到其作品中。

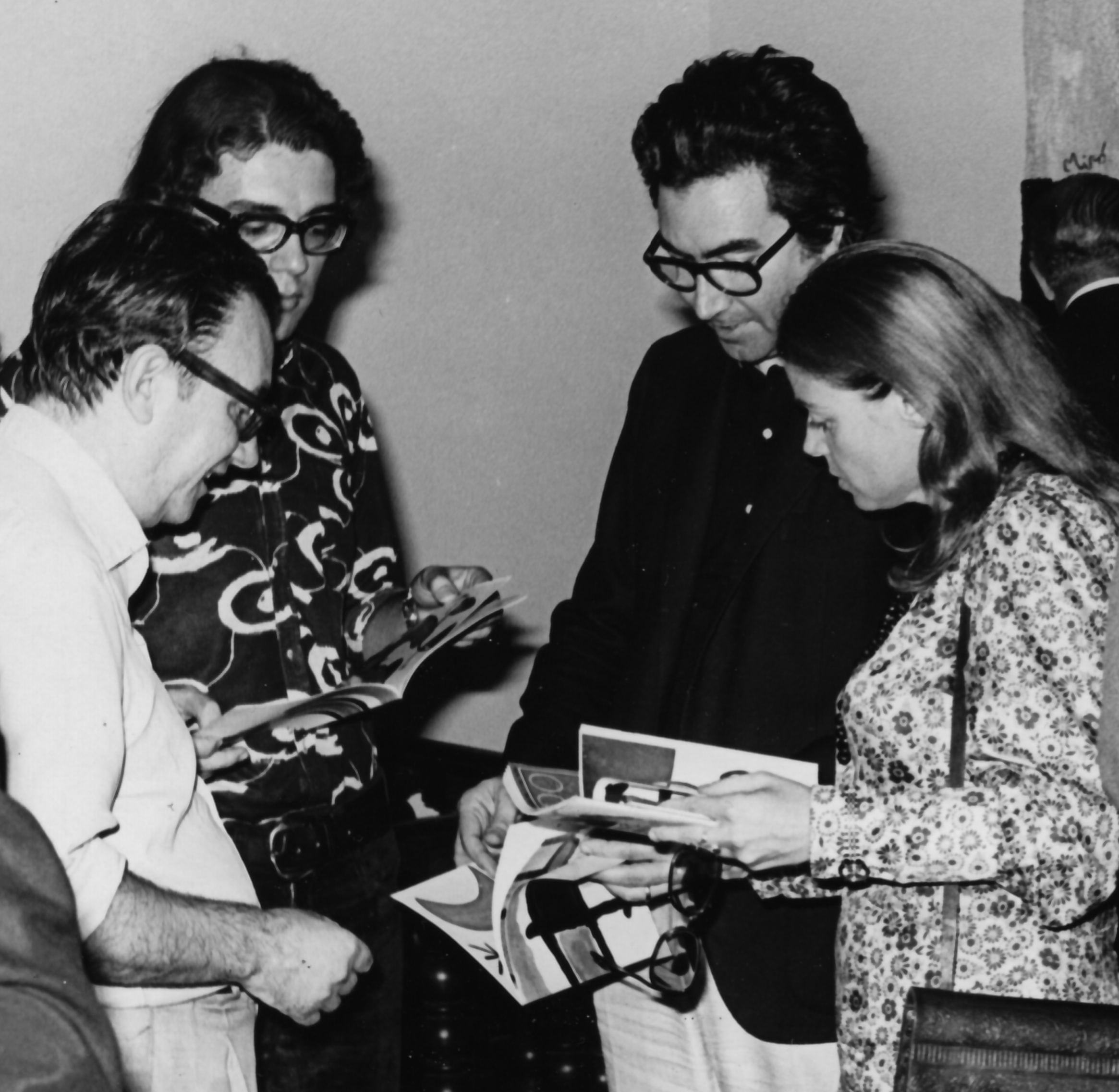
塔比埃斯參觀米羅展覽

塔皮埃斯作品第一次参展是在1948年的巴塞罗那十月沙龙上，展出的是他一些拼贴画和于1947年创作的《酬劳》，同年结识了其最仰慕的艺术家之一胡安·米罗。1949年参加了在巴塞罗那法语学院举办的展览加泰罗尼亚青年绘画的一面，在那里认识了多罗斯先生，后来邀请他参加了在马德里举办的第七届十一月沙龙（1950）。1950年塔皮埃斯在巴塞罗那雷耶大那画廊第一次举办了个人画展，1952年再次在此举办了一次。在法语学院奖学金的资助下，1950年赴法国学习，在那里参加了匹兹堡卡内基国际竞赛并在此结识了大师毕加索。
1950年他代表西班牙参加威尼斯双年展，1953年在分别在芝加哥和马德里举办展览，同年艺术经纪人玛莎也为他在纽约举行了个展，这次旅行使塔皮埃斯对美国有了最初的印象。此外还获得了巴塞罗那爵士沙龙一等奖并认识了艺术评论家兼巴黎斯达特勒画廊塔皮埃。在他的介绍下，1956年塔皮埃斯在这个画廊举办了第一次展览并且之后又举行过多次。1954年他同特雷莎结婚，育有三个孩子：安东尼、米歇尔和克拉拉。
1955年他同莫德斯, 塔拉兹,阿莱乌, 吉诺瓦特，梅卡特和穆夏共同组建艺术团体。同年塔皮埃斯获得第三届西班牙-美洲双年展，并在达利的介绍下同塔拉兹一起赴斯德哥尔摩举办展览。1958年在威尼斯双年展特别展厅举行展览，并获得卡内基大奖和联合国教科文组织颁发的大奖。
1960年他参加了纽约现代艺术博物馆举办的新西班牙绘画与雕塑展览，随后他又参加了在巴塞罗那、马德里、巴黎、纽约、华盛顿、伯尔尼、慕尼黑、毕尔巴鄂、布宜诺斯艾利斯、汉诺威、加拉加斯、苏黎世、罗马、圣加仑、科隆、卡塞尔、伦敦、戛纳等地的展览，在此期间他分别在东京（1960）、纽约（1964）和芒通（1966）的展览比赛中获奖。1967年他被艺术经纪人玛格看中，在巴黎现代艺术博物馆（1973）、纽约（1975）和玛格基金会博物馆（1976）举办展览。

70年代，塔皮埃斯的作品中加入了更多政治元素，发出了抵抗弗朗哥专制獨裁政权，争取加泰罗尼亚民族权力的呐喊。艺术家通常通过加入如加泰罗尼亚区旗上的四道红白相间条纹（《加泰罗尼亚精神》，1971）等符号或字母的方式来表达抗争思想，并且他先后参加了在萨利亚教堂和蒙珊拉修道院举行的抗议弗朗哥专制極權政府的活动。
从70年代中起，他在世界范围进行了一系列个展，几乎在全世界最重要的当代艺术中心都举办过画展：东京（1976），纽约（1977），罗马（1980），阿姆斯特丹（1980），马德里（1980），威尼斯（1982），米兰（1985），维也纳（1986），布鲁塞尔（1986），马德里索菲亚王后当代艺术中心（2000），布拉格皇家公园中的米克瓦纳馆（1991），纽约现代艺术博物馆（1992），纽约古根海姆美術館（1995），东京麒麟艺术中心（1996），普拉托鲁吉佩琦当代艺术中心（1997）。 由于他取得的卓越艺术成就，塔皮埃斯获奖无数，其中包括：沃尔夫艺术奖（1981）、加泰罗尼亚自治区金质奖章（1983）、阿斯图里亚王子艺术奖（1990），并且多所大学向他授予了荣誉博士称号。
1990年塔皮埃斯基金会向公众开放。这个由艺术家一手建立的当代艺术机构坐落在由巴塞罗那著名建筑师多梅内克设计的蒙塔内·西蒙出版社旧址。基金会收藏了大量艺术家捐赠的作品，除了举办展览外，还拥有图书馆和多功能厅。
除了进行绘画和雕塑创作外，塔皮埃斯还参加过为图书绘制插图，舞台和海报设计等工作。他曾为勃罗萨的多部诗集创作插图；其设计的海报与版画，平板画等在1984年一起展出；2002年他为巴塞罗那圣梅塞节设计海报。
作为艺术理论家，塔皮埃斯在《目的地》，《黄金山峰》，《先锋报》，《这里》等多家报刊媒体上发表文章，并大多收录在文集《艺术实践》（1970年），《反美学艺术》（1974年），《现实如艺术》（1982年），《现代进步艺术》（1985）；1977年他出版了回忆录。
进入二十一世纪，塔皮埃斯的作品依然受到国内外艺术界的广泛认可，在世界各地的画廊和艺术博物馆举行了多场个人画展。2003年，正值艺术家八十岁高龄之际，在安东尼·塔皮埃斯基金会举办了个人作品精选回顾展；2004年巴塞罗那当代艺术中心举办了塔皮埃斯个人画展，其中展出了艺术家从1940年至今创作的150幅绘画，雕塑等不同形式的作品。在他晚期的创作生涯中最突出的当属2005年与何塞·萨拉曼戈合作创作的声援巴斯克地区和平组织作品，或现已捐赠给加泰罗尼亚议会的《十一月七日》。2007年11月，为了支援抗议瓦伦西亚关闭电视三台信号发射，他转让了自己的原作，以十欧元的价格卖出复制品，以此来帮助缴纳瓦伦西亚大区政府开出的罚单。同年他在塞万提斯学院的文字盒中留言，并约定直到2022年才能把盒子打开。2010年4月9日，西班牙国王胡安·卡洛斯向他授予了侯爵封号以表彰其显赫的艺术成就。
塔皮埃斯于2012年2月6日在巴塞罗那的家中去世，享年88岁。

## 风格

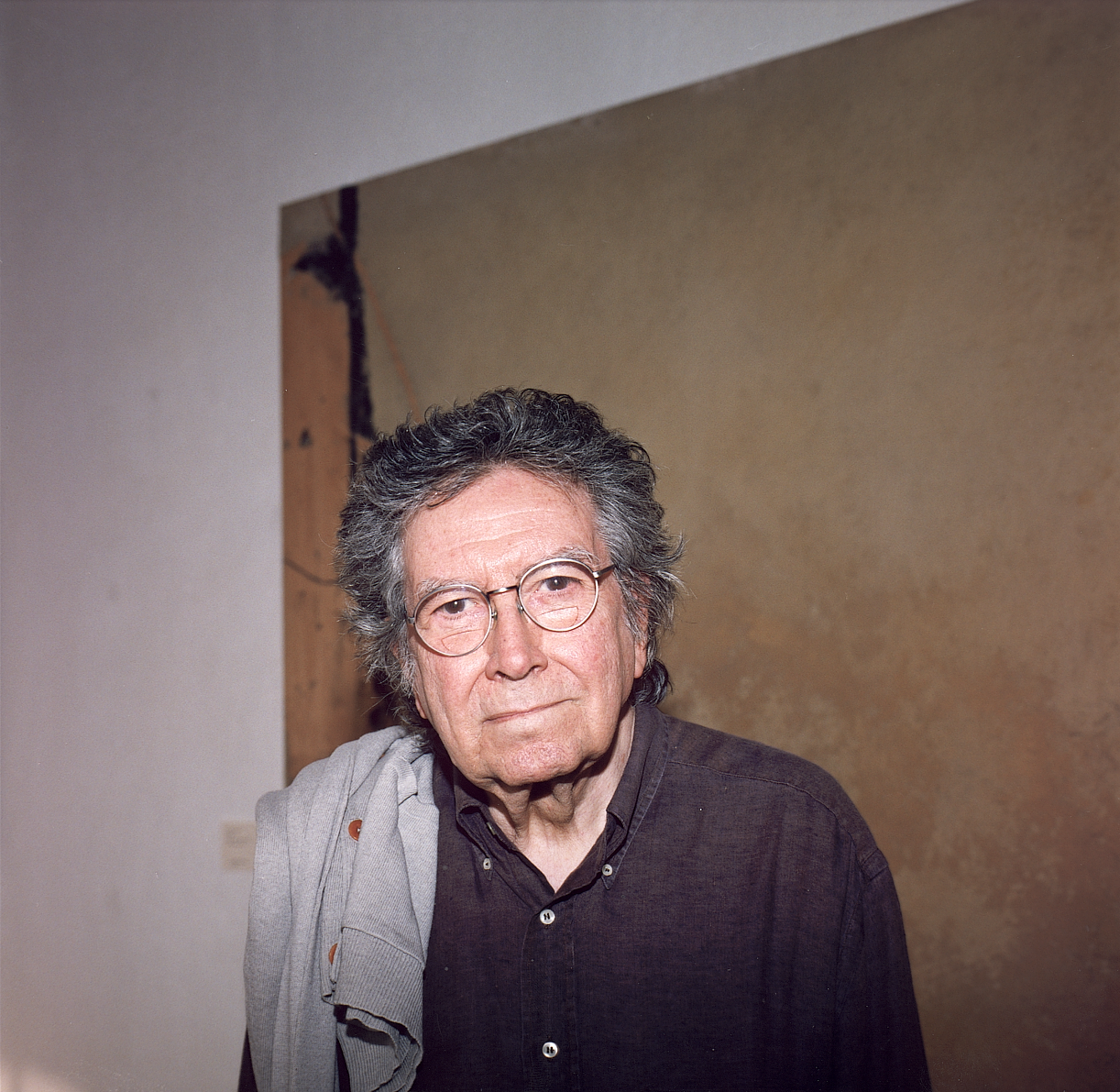
安東尼·塔皮埃斯。

虽然塔皮埃斯并没有接受过太多的艺术教育，但毫无疑问，作为哲学（尼采），文学（费奥多尔·陀思妥耶夫斯基）和音乐（瓦格纳）爱好者，他是一个有着很好文化修养的人。这位艺术家从小深受加泰罗尼亚文化的熏陶，可以说是，在他的创作历程中深深捍卫着家乡文化：他是神秘主义作家拉蒙·路易和加泰罗尼亚著名建筑师安东尼·高迪的忠实拥护者（甚至在1973年至1985年间出版了一本与拉蒙·路易有关的版画集）。.塔皮埃斯着迷于东方艺术，受佛教的影响，他的作品消除了精神与物质，人与自然的界限。在作品中展示了生活中遭受的精神与肉体上的双层痛苦。.
塔皮埃斯创作初期多为现实主义风格，主要是亲友的肖像画。他与先锋艺术的第一次接触是超现实主义，受到胡安·米罗，保罗·克利和马克思·恩斯特的影响。在立方七时期，我们可以从他的作品中观察到明显的超现实主义印记。
立方七主要深受达达主义和超现实主义的影响，但也受其他哲学，文学，音乐等的影响：神秘主义作家拉蒙·路易，瓦格纳和阿诺德·勋伯格的音乐，爵士，高迪的艺术作品，爱伦·坡和马拉美的文学作品，尼金的哲学理论，德国的存在主义，卡尔·荣格和弗洛伊德的心理学理论。
1951年到1953年,塔皮埃斯开始了几何抽象的尝试。在巴黎生活的这段时间，他了解了欧洲当下艺术的最新趋势，也接触到了当时许多非定型主义艺术家所运用的艺术新技法。非定型主义出现于二战之后，在人类悲观情绪间蕴藏着战争式的冲突，深受存在主义哲学的影响。它的起源可以追溯到康定斯基的抽象艺术和达达主义进行的多种材料试验，以开放式的作品达到与观者互动的目的。
塔皮埃斯运用不同技法和材料，特别是一些废弃或者循环材料，结合传统的艺术素材来找寻一种全新的艺术表达语言。从20世纪50年代开始直至这位伟大艺术家去世，他都把这种表现方法当作他艺术创作中最主要的手法之一。
塔皮埃斯作品中最显著的特点当属运用多种混合材料制造出墙壁的坚固厚重感，并在其中融入其他元素，比如在粗糙表面上进行涂鸦般的绘画。在加泰罗尼亚语中拥有与他姓氏相同词根的墙为他提供了源源不断的灵感来源。
另外，他作品的另一大特点就是其间加入了大量符号，如十字架，月亮，星号，字母，数字，几何图形等。 对于塔皮埃斯来说，这些带有寓意的元素反映了艺术家的内心世界，生命、死亡、孤独、隔阂、性......在他的作品中，每个符号都具有具体的意义，例如：字母A和T是塔皮埃斯和他妻子特雷莎名字的首字母，而X则代表着神秘和未知。
塔皮埃斯作品的颜色一般都很单一，以冷色调或者土地的颜色为主，如赭色，棕色，灰色，黑色等。对此，他解释道：
“在创作时，有时我只用灰色作画，一部分源自对于我之前作品中运用大量原色的反思。事实上，我们生活中的广告和标识也促使我寻找一种更能表达内心世界的颜色，一种被认为是在昏暗环境中照亮我们内心和梦想的光芒。棕色同方济会的思想和习惯有关。在我的作品中，有一种寻找所谓令人愉悦的颜色的趋势，如：红色，黄色，但对于我来说，灰色和棕色更加能表达内心的声音，它们同哲学世界有着十分密切的联系。”
他的作品充满了人文情怀，探讨人类所遇到疾病，死亡，孤独，痛苦，性等问题。他在追求生命的真意方面为我们提供了新的视角，他对于这些问题的理解主要受到存在主义的启发，重新指出人类死亡与物质的条件，存在中的痛苦等等；其作品中的孤独，痛苦，贫穷这些主题也出现在萨缪尔或欧仁的作品里。存在主义指出人类悲剧化的终点，但同时也获得了对于个体来说非常重要的自由。 所以，塔皮埃斯试图通过他的作品让我们反思自身的存在：
“我认为，一件艺术作品应该让观众感到困惑迷茫，让他们反思生命的意义。”
1970年，受到波普艺术的影响，他开始在创作中加入一些坚固的物体，如家具。但是，不同于波普艺术，他尝试通过这种手段表现精神的本质，这些简单元素作为宇宙秩序的反映者所蕴含的意义。
由于塔皮埃斯对于运用破旧材料所作出的杰出示范，通常我们认为他是贫穷艺术的先驱，尽管两者有着本质上的不同。

## 技术
塔皮埃斯常常将传统颜料和沙子,衣服,麦秸等材料以拼贴的方式相结合,呈现以浮雕一般的质感。
他把这种技术命名为综合技术：他在画布的水平位置涂上一层单色的涂层，然后用抹刀或自己的双手画上大理石粉末、粘合剂、颜料和油彩的混合物。当作品快乾时将粗麻布覆盖在表面，再快速揭下，创出一种近乎于浮雕的效果。裂痕、抓痕甚至是造成的穿孔与图画其他位置厚重的材料堆砌形成对比。接下来，他继续运用各种工具，如锥子，小到，剪刀，画笔等，进行涂刮创作。最后，艺术家在会在作品中加入一些符号（十字，月亮，星号，字母，数字等）或是块状的污迹。

在他的创作中没有固定的元素和框架，他抛弃了原有对于艺术和美感的理解，支持瓦解旧艺术。塔皮埃斯喜欢在自己的作品里反映时间的流逝，他还加入了自己的手印或脚印和裂痕切口，在他看来这些元素反映了真实的自然。

## 作品

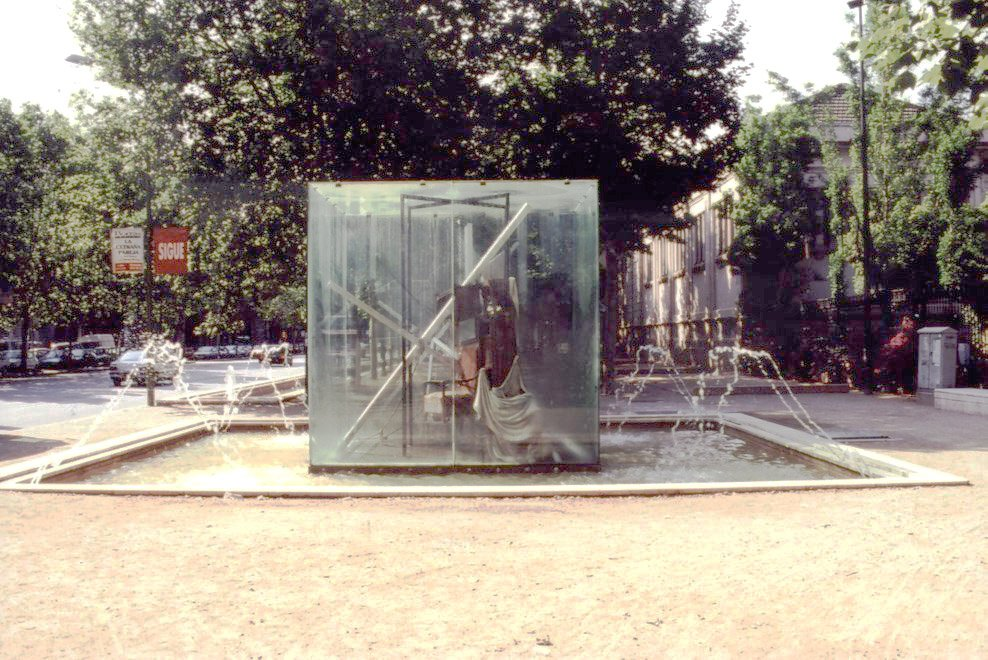
安东尼·塔皮埃斯向毕加索致敬

创作初期，塔皮埃斯主要致力于绘画领域。一般他运用中国墨汁为他的家人朋友绘制肖像画，带有很强的现实主义风格，此时他的代表作有：何塞普·古迪奥尔、安东尼·普格维特、佩雷·米尔·马特莱尔、自画像（1944年）。). 之后他开始对新的技法产生兴趣，在作品中留下自己的手印或脚印，如飞驰；受梵高的影响，这个时期他偏爱黄色和纯白，色调明快富有冲击力。
1947年左右塔皮埃斯的画作带有马蒂斯风格，之后他摆脱模仿的痕迹，开始用厚重的材料和短促的笔画致力于魔幻或有关泛神论的主题（三部曲，1948年）。
在立方七阶段，这位加泰罗尼亚艺术家受到胡安·米罗，保罗·克利和马克思·恩斯特的影响，着迷于魔幻超现实主义:作品仙女，树精与鸟身女妖（1950年）描绘了一个夜幕降临时的情景,艺术家在绘画植物时模仿了亨利·卢梭的创作特点；而作品猫则沿袭了克利的风格，强烈的明暗对比，塑造了一种奇幻的，不真实的氛围，颜色以暗色调为主；布鲁伊尔德的伤痛则受到了德国表现主义的影响，运用强烈的光影和颜色对比。
1951年塔皮埃斯开始了几何抽象艺术的创作道路，直到1953年开启了对于他艺术生涯最重要的风格——非定型主义。他用刮擦的技术制造出凹凸不平的表面，营造一种粗重的紧张感。用报纸海报这些循环再生材料，甚至是岩石泥土创作的剪贴画显然是受到了科特·斯维特的启发（十字剪贴画，1947年；绳子和米剪贴画）。塔皮埃斯作品中运用的颜色以暗色调为主：栗色，赭色，褐色，棕色，黑色；他是用的“白”大多是混入了暗色调的显得有些脏的白；偶尔也用一些鲜艳的颜色，如：红色和蓝色（蓝色与两个十字架，1980年）
在1955年到1960年间，这位加泰罗尼亚艺术家着迷于简单质朴的艺术风格，运用中性或土地的颜色，各种富有深意的符号：十字架，字母T（艺术家名字的首字母），叉号，数字4（四个基本元素，代表土地的符号）：灰色大幅绘画（1956年），巨大的椭圆（1956年），白色椭圆（1957年），T形图画（1960年）。
在塔皮埃斯的作品中另一个不可忽视的重要元素就是单独出现的人体各个组成部分，大多时候这些它们都不是完好无缺的，通常在作品中我们可以看到裂痕，孔洞等等。 例如：内心的火焰（1953年），被火焰烧毁成麻布般的身躯；赭色与粉色的浮雕（1965年）如同一位跪着的女性形象；腋下形状的材料（1968年）描绘了一个加入了真实毛发的腋下；白色头颅（1981年）让我们想起了西班牙巴洛克时期的一种带有象征色彩的静物画，仿佛在预示着生命的尽头；身体（1986年）表现了一具已经长眠的躯体，像是预示着死亡；水日 1（1987年）中，正如神话故事《赫洛和勒安德耳》中描述的，一个身体漂浮在灰色的波浪之中。
塔皮埃斯作品的另一个特点就是大量运用不同的物品: ：绳索盒子（1946年）是最早开始加入实物到作品中的作品，一个盒子里面以放射状装满了绳子；门和小提琴（1956年）中所提到的两个物品奇妙的组合在一起，很显然是违反传统美学的， 一个是平淡无趣的，另一个则是高雅艺术和拥有良好文化修养的象征；挤压过的麻秸与X（1969年），对于艺术家而言，麦秸和有关太阳的传说有关，象征着生命的重生；靠垫与瓶子（1970年）也是两个毫无关联的物体的全新组合方式，靠垫象征了贵族阶级的好恶，而简单的玻璃瓶则象征了无产阶级，二者相互对立。
也许受到加泰罗尼亚罗马文化的影响，几何图形也在这位艺术家的创作中扮演了重要角色：白色椭圆（1957年）中的圆象征了太阳，完美和永恒；粗糙不平的材料（1981年），近似于耶稣裹尸布的画布让人联想到了塔皮埃斯最欣赏的画家苏巴郎的作品；艺术家从米罗的作品佩德罗·伊尔兰多和阿尔勒金中获得灵感创作了楼梯（1974年），标志着不断升华的境界。
从一开始，塔皮埃斯在非定性主义创作的道路上就是独树一帜的，但随着时间的不断推移他的技法和创作题材都发生了微小的变化：在1963年到1968年间他的创作受到了波普艺术的影响，通过用日常中的真实物品来描述现实世界：帽子形的材料，窗框，女人，桌子与椅子（1968年），材料与披风（1968年），一大捆麦秸（1968年），挤压过的麦秸（1969年）。在1969年到1972年间他创作了一大批加泰罗尼亚主题的作品：注意，加泰罗尼亚（1969年），加泰罗尼亚精神（1971年），罗马绘画与小木棍（1971年），萨尔达娜（1971年），粗麻布上的碑文与四支木棍（1971年-1972年），加泰罗尼亚-解放（1972年）。
1970年到1971年被认为是塔皮埃斯创作的概念论时期，他用石头沙石结合污痕或粗糙的材料：家具与麦秸，洗脸盆与《先锋报》，覆盖着抹布的麦秸。到七十年代末期他的兴趣点转向了雕塑和雕版艺术，进入八十年代，他在技法和题材上又进行了创新，重新回归非定型艺术。与此同时，在后现代艺术的影响下，特别是德国的新表现艺术，塔皮埃斯为纪念传统艺术风格，在创作中加入了很多具象元素，如回忆（1982年）是为纪念达芬奇而作；赭色材料（1984年）和白色间的棕色污渍（1986年）是为了唤起人们对巴洛克风格的回忆而作。

九十年代间，许多机构委托塔皮埃斯进行创作：1991年为加泰罗尼亚政府的塔拉德亚斯厅创作了作品四个编年史。1992年在塞维利亚的世界博览会中，他负责国际奥林匹克馆和加泰罗尼亚馆的墙壁装饰工作。同年，受巴塞罗那市政府委托的，位于蒙锥克山上的国家宫美化项目引起了社会巨大的争议。塔皮埃斯计划放置一个18米高的袜子形雕塑，它的寓意是人们认为肮脏、不起眼的袜子也暗指一种沉思，这些微小事物中也蕴藏着某种重要的宇宙定律。但由于这个方案遭到了大众和加泰罗尼亚大区政府的反对，最后不得不取消这项方案。若干年后，艺术家把这件作品迁移到自己基金会的天台上，成为2010年基金会重新开幕后最具代表性的作品之一。可是，在天台上的这件作品并不是原来高达18米的原作，而是高2.75米的缩小版。.
1994年，塔皮埃斯接受庞培法布拉大学的委托，在学校内建立一个类似于不带宗教色彩的祈祷堂，供大众进行反思冥想。这个空间由建筑师乔迪·卡尔塞斯设计而成，位于一组老建筑的地下部分，包含了一个多功能厅和一个展览厅。艺术家试图把这个空间作为躲避外面世界的避难所，他在保留建筑原有结构和混凝土墙壁的基础上，安装了一系列艺术作品：墙上的三联画：钟和雕塑蛇与盘子，挂在墙壁上的椅子，粗麻地毯，营造一个宁静的冥想环境。在一个台子上是雕塑蛇与盘子，一只磁盘立在一条盘起的蛇上。之前提过的国家宫袜子计划，雕塑也是放在一个台子上的。
塔皮埃斯在雕塑方面的创作轨迹于绘画基本相同，早期到70年代主要运用刮擦技术，从1981年他开始尝试陶土材料，1987年起在雕塑创作中加入了铜等金属材料。他将综合技术和废旧或再生材料巧妙结合，带给观众独一无二的震撼感受。其中最著名的作品当属纪念毕加索（城堡公园，1983年），在小镇圣巴乌迪尤·德·尤布莱特加泰罗尼亚广场上的瓷砖（1983年）和安东尼·塔皮埃斯基金会正门的装置作品云与椅子（1989年）。

## 东方文化对塔皮埃斯的影响
在塔皮埃斯的自传中曾说过这样一段话：“我心中产生的许多无意识的、神秘的动机或灵感都得到过超现实主义的评价；此外，东方艺术也常谈到现代主义；可以说，东方人从地平线的另一端给我送来文化养料，这是我爱上现代派艺术的另一个原因。”可见，东方文化对于指引塔皮埃斯创作方向的影响之大，为他成为非形式主义代表起到了不可忽视的作用。
塔皮埃斯的创作颇具东方色彩，观众可以找到“飞白”，“泼墨”，“印章”等元素，东方美学追求的“虚”在它的作品中表现得淋漓尽致。区别于西方传统绘画中对景物一丝不苟的如实描摹画写，他关心的是所画对象背后的语言符号，酣畅笔墨间的真情实意。这种看似抽象的“现实主义”追求的不是栩栩如生，而是作品是否具有现实意义。这位加泰罗尼亚人曾说过：“材料的选择并不是为了追求新奇的效果，是根据所要表达的内容精挑细选出来的，其中包含着一种‘哲学’思想。” 正如作品中的“一扇墙”不是“墙”，是隔阂，是隐居。这恰恰与塔皮埃斯最崇拜的中国画家石涛的“一画”理论不谋而合。或颤抖曲折，或流畅自然的线条和字母书写也是塔皮埃斯的最爱，甚至创作了一系列题为“书法”的作品。他曾说过：“艺术家更加发自内心的、功能更加纯粹的表现方式通过我们的手直接同绘画材料接触，通过我们的感觉融入有机的色彩波浪，或许会表达得更好。”用快速移动的笔尖表现当下的情感，在线条的韵律间感受那神秘的心灵体验，这不与中国所谓的“心手相师”不谋而合吗。
邢啸声先生充分肯定了其东方美学造诣：“塔皮埃斯在《绘画与虚无》一文中写道：“（虚）是东方美学最精华的部分，从‘清心静气’到‘飞白’，或者从‘一画’之规到‘墨之三昧’或泼墨，其中有一个完整的传统， 其突出点就是认为艺术家依靠‘胸中逸气’能真正地包罗万象， 把握住事物的真源。”对此，邢先生评价道：“他能把中国艺术的求神似、重意境、贵空灵表述的这样准确明白，显然是下过一番苦工的。” 这位材料大师并不仅仅满足于艺术形式上的粗浅模仿，更加关注东方的哲学思想在其作品中扮演的角色，因此也加入了许多以往西方人忽视的材料，其中最突出的就是泥沙。他关注各种细小的颗粒物质：沙子、泥土、白垩粉、大理石粉。他在自传中曾回忆自己的创作过程：“早期作品中，我将激情满怀的工作投入到往往很复杂的作品的结构（具体的绘画结构或当时所说的抽象结构）之中，然后将这些结构分开、混合，再分开，几乎碾碎，直至极细的微粒。突然，很奇怪，作品又呈现出色彩和谐、光滑的一个整体，画面都是由数百万高高低低的微粒构成的。”
早在上世纪八十年代，塔皮埃斯就被中国艺术界所知了。1989年，他在中国美术馆举办了个人画展，并在当时的中国艺术界引起了广泛影响。中国前卫艺术评论家栗宪庭认为，塔皮埃斯个展推进了中国艺术家对于当代艺术的理解：“它让我们看到原来可以在一个画布上放很多材料，而不涉及任何社会观念。这个展览很重要，它对一部分中国画家产生了影响，譬如徐冰、吕胜中和谷文达。” 对于刚刚接触西方先锋艺术不久的中国年轻艺术家来说，塔皮埃斯的这次个展完全打破了传统艺术材料的观念，拓宽了作品表达语言范围，为日后中国当代艺术出现更多优秀装置作品做出了无法磨灭的功劳。正如艺术家吕胜中所说：“这种艺术的撞击对中国85美术新潮的推动起到了不可或缺的作用。可以说塔皮埃斯对综合材料的运用与技法给我们提供了很鲜活的案例。”更重要的是，他作品中对社会问题的针砭时弊和其中蕴含的丰富人文关怀为中国八九十年代艺术家的创作指明了方向。

## 外部連結
- 安東尼塔皮埃斯基金會
- 安東尼塔皮埃斯基金會博客
- 歐洲抽象藝術先驅安東尼·塔皮埃斯去世(圖)[]